# Hassan Shehata
Hassan Shehata (em árabe: حسن شحاتة) é um ex-futebolista egípcio que atuava como atacante e, atualmente, é o treinador da Seleção Egípcia de Futebol.
Shehata foi treinador da Seleção Egípcia de Futebol, por onde foi campeão da Copa das Nações Africanas de 2008, sendo demitido, após ser eliminado nas Eliminatóris para a Copa das Nações Africanas de 2012. Atualmente esta como novo comandante do Zamalek, clube em que começou a carreira como jogador e como treinador de futebol, por onde comandou a equipe Sub-20 do clube.

## Títulos
Seleção Egípcia
- Campeonato Africano das Nações: 2006, 2008 e 2010